# Дом учёных (Москва)
Центральный дом учёных (ЦДУ) — научно-культурное учреждение Российской академии наук. Расположен в Москве по адресу: улица Пречистенка д. 16.
Является научным и культурным центром для общения и отдыха учёных и инженеров, проведения встреч с деятелями государства и культуры, музыкальных и литературных вечеров, популяризации науки в Москве. При ЦДУ работают тематические секции, студия художественного слова, клуб любителей бега, также открыты два концертных зала.

## История

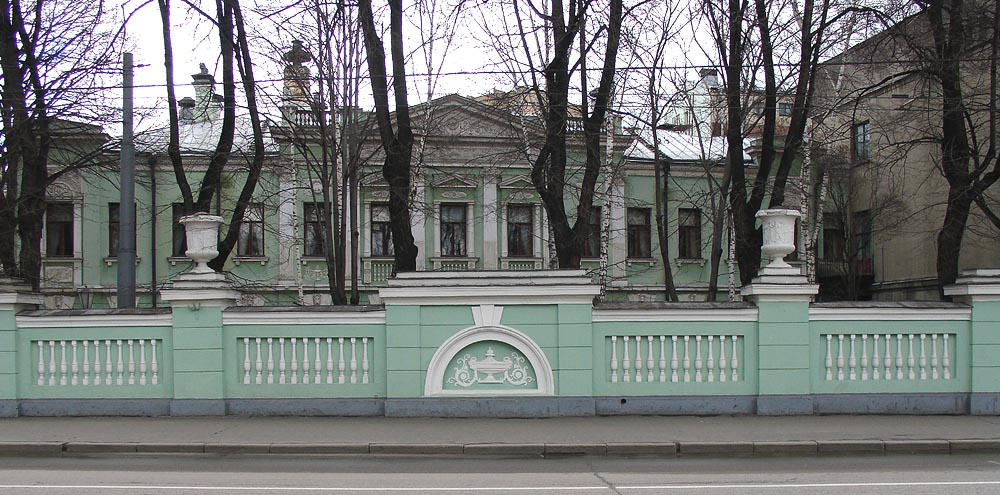
Вид Дома с улицы Пречистенка

Здание Дома учёных было капитально перестроено в стиле русского неоклассицизма с элементами модерна из прежнего строения в конце XIX — начале XX веков архитектором Анатолием Гунстом для вдовы крупного русского промышленника И. Н. Коншина. Работы были завершены 23 апреля 1910 года. Новый дом представлял собой двухэтажное здание. Площадь каждого этажа составляла около 800 м². Всего насчитывалось 15 комнат. В дом встроили специальные системы вытяжных пылесосов, канализацию, водопровод. Вместо кухни со стороны двора был пристроен зимний сад в виде полуротонды с остекленным эркером и световым фонарём. Стекло и мрамор были привезены из Италии, бронзовые украшения и мраморные скульптуры — из Парижа. Главный фасад здания украсили шестью плоскими пилястрами ионического ордера и фронтоном. Окна обрамили мелкой декоративной лепниной, в которой прослеживается влияние эклектики. Со стороны улицы дом огорожен высоким каменным забором с балюстрадами, арочными нишами и вазами наверху. Парадные ворота украшены скульптурами львов на пилонах.

Гунст проектировал особняк с большим размахом, не стесняясь в средствах. Благодаря этому его творение по праву заняло место в ряду самых роскошных построек, которыми ознаменовалось в Москве начало XX столетия. Зодчий тактично сохранил ясную соразмерность объёма здания — удачного образца неоклассицизма. <…>

Наиболее эффектно выглядят интерьеры дома, в создании которых архитектор проявил себя как крупный мастер. Особенно роскошен Зимний сад (ныне — парадная столовая) с остекленным эркером и световым фонарем, эффектно отделанный объём которого был встроен со двора.

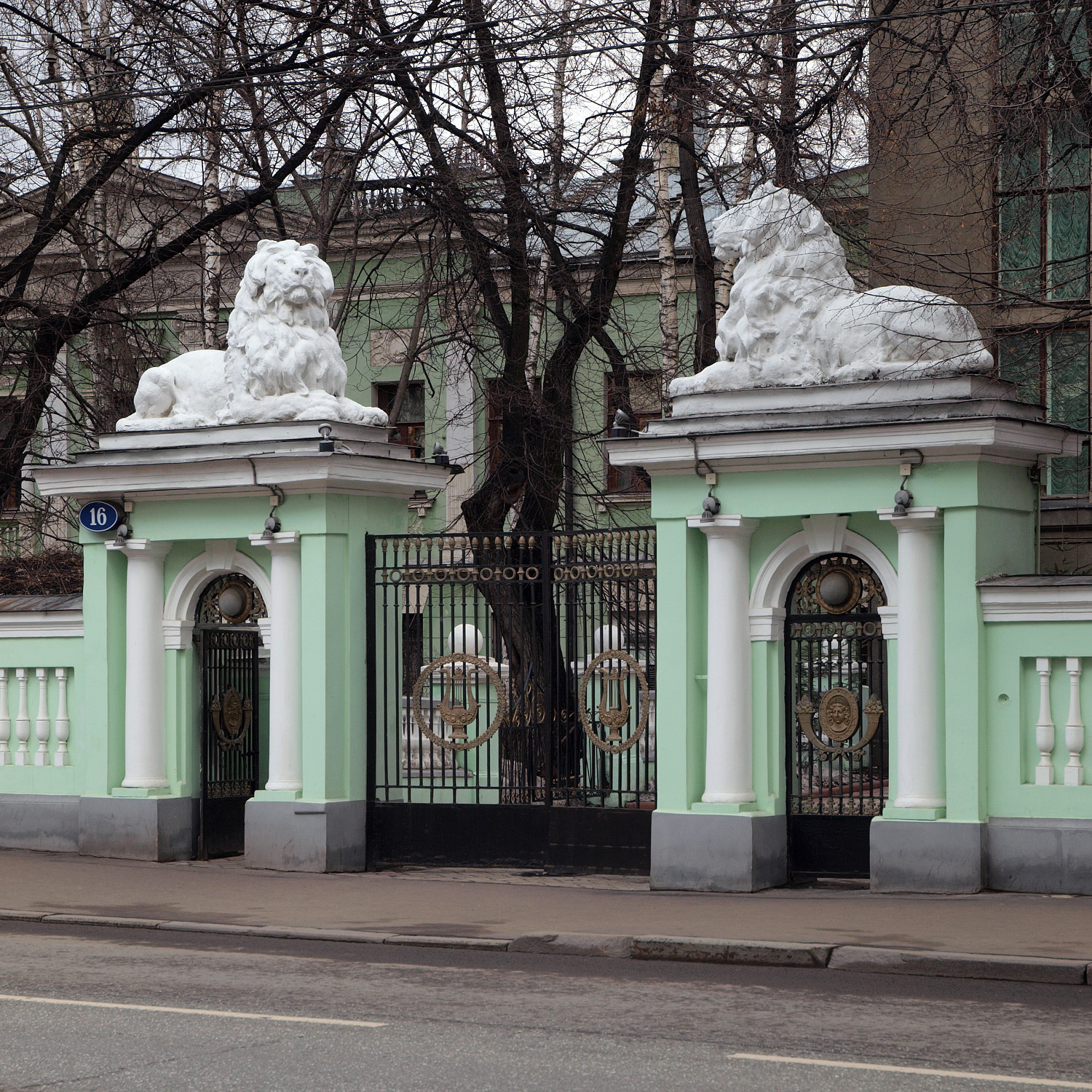
Ворота

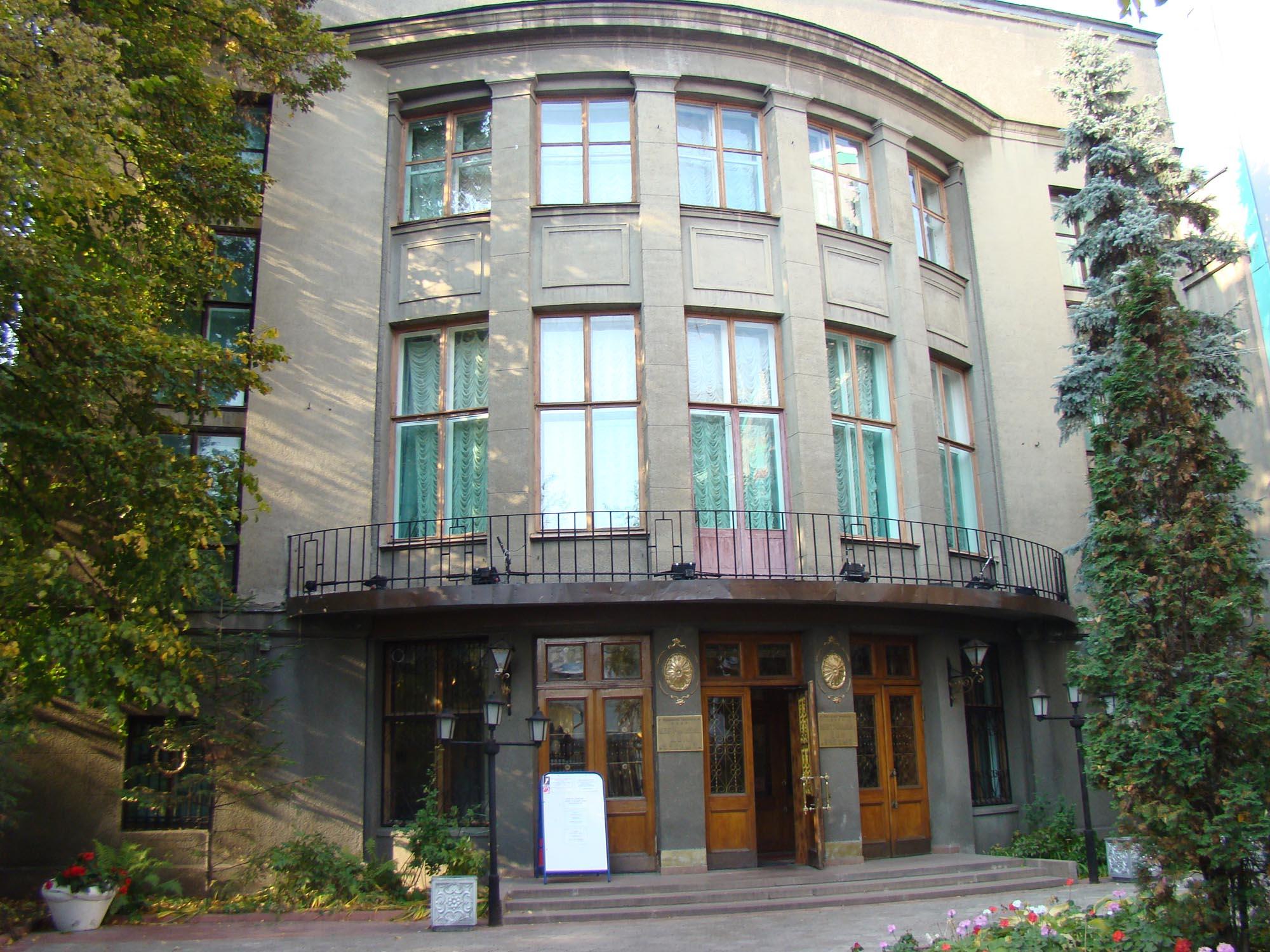
Вход в Центральный дом учёных

У супругов Коншиных не было детей, чем воспользовался промышленник Путилов, сумевший через суд заполучить это здание, завещанное Коншиной в пользу детей брата своего мужа. Однако въехать в особняк Путилов не успел, случилась Октябрьская революция (1917).
После Октябрьской революции (1917) здание было конфисковано у его последнего владельца (Путилова).
В 1918 году здание занимали различные учреждения, среди них редакция газеты «Дер Эмес».
В 1922 году здание по инициативе М. Ф. Андреевой и А. М. Горького передали Академии наук, в нём открыли Центральный дом учёных (ЦДУ), который с первых же дней стал местом культурного общения учёных различных специальностей, его также посещали артисты, литераторы и другие деятели искусства.

### В АН СССР
К 1926 году в Доме учёных работало уже 28 научных сообществ, а количество посетителей превысило 48000 человек.
В 1932 году по проекту братьев Весниных была добавлена пристройка с парадным входом и вестибюлем, выполненная в стиле конструктивизма.
В 1962 году было принято «Положение о Доме учёных АН СССР», где устанавливалось добровольное членство, совет и деятельность Дома учёных направленная на:
- идейно-политического уровня учёных
- организация научно-общественной работы по популяризации достижений науки и техники и передовых методов труда
- проведение культурно-просветительской работы
- организация спортивно-физкультурной работы
- проведение внешкольной воспитательной работы детей.

### В РАН
В 2013 году Дом учёных передали ФАНО в рамках реформы РАН. После этого финансирование ЦДУ осуществлялось в рамках государственной программы «Развитие культуры и туризма» и рассматривалось в качестве туристической достопримечательности. В 2016 году было принято решение о передачи ЦДУ обратно в ведение РАН. Однако нормы устава академии не соответствуют требованиям по финансированию ЦДУ, поэтому президент Владимир Путин поручил разработать способ передачи дома без ущерба для его финансирования.
В здании Центрального дома учёных расположены большой концертный зал на 500 мест, камерный концертный зал на 90 мест, ряд гостиных (Голубая, Зелёная, Розовая, Золотая) для встреч и презентаций и для заседаний научных секций, а также биллиардная, ресторан, буфет и кафе.

## Руководство

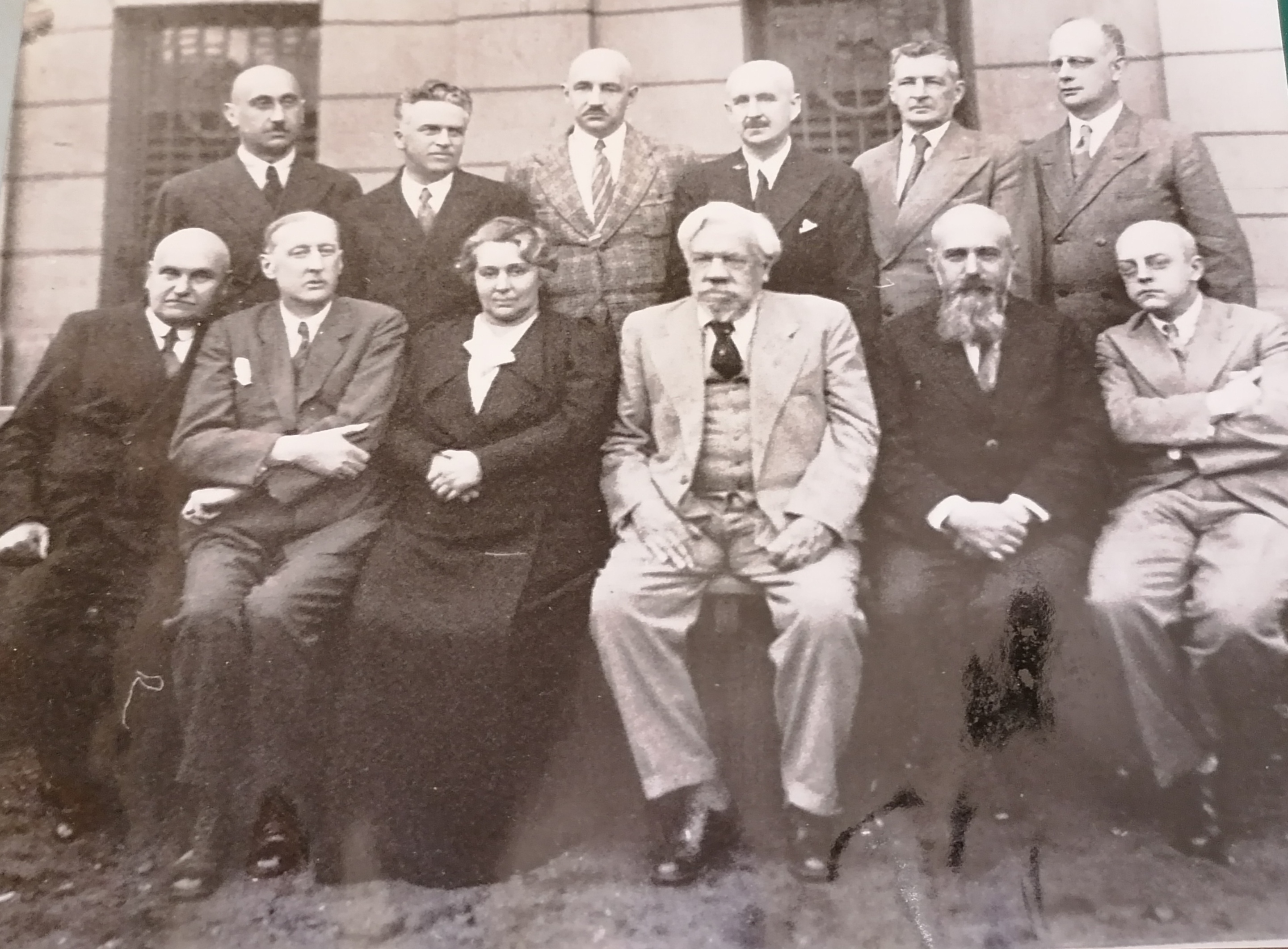
Мария Андреева и С. А. Чаплыгин

Первым председателем правления дома стал общественный и научный деятель Народный комиссар здравоохранения РСФСР Николай Семашко. С 1931 по 1948 год домом руководила Мария Андреева
. В 1990 году на должность директора был избран Виктор Шкаровский.
При Доме учёных со времён его основания действует Совет Центрального дома учёных — постоянно действующий выборный орган, в который входят члены дома, избирающиеся на конференции. Совет участвует в управлении деятельностью научных и творческих коллективов ЦДУ. За время существования совета его председателями были: Николай Семашко, Иван Артоболевский, Пётр Ребиндер, Николай Бельчиков, Борис Рыбаков, Никита Моисеев.
На 2017 год председателем Совета ЦДУ является академик РАН Александр Стемпковский, а его заместителем — академик РАН Вячеслав Осико, в состав совета входят 12 человек, среди которых Виктор Шкаровский, Юрий Тихомиров и другие.

## Секции
План работы научных секций ежемесячно публикуется на сайте Дома учёных.

### Научные секции
- Автомобильная, председатель — д.т. н. Иванов, Станислав Николаевич
- Географии, председатель — д.г.н. проф. Мироненко, Николай Семенович
- Геологии (зелёная гостиная), председатель — д.г-м.н. Печёнкин Игорь Гертрудович
- Истории, председатель — д.и.н. проф. Любин Валерий Петрович
- Демографии, председатель — д.э.н. проф. Елизаров, Валерий Владимирович
- Кибернетики, председатель — д.т. н.проф. Беликов, Владимир Гурьевич
- Математики, председатель — д.ф-м.н., проф. Демидов Сергей Сергеевич
- Медико-биологических проблем, председатель — д.м.н., проф. Гаврилов, Александр Олегович
- Политэкономии, председатель — д.э.н., проф. Куликов, Всеволод Всеволодович
- По международным вопросам, председатель — д.и.н., проф. Загладин, Никита Вадимович
- Права, председатель — д.ю.н., проф. Тихомиров, Юрий Александрович
- Пищевая, председатель — д.т. н., проф. Родина, Тамара Григорьевна
- Психологии, председатель — д.псих.н., д.пед.н., проф. Савенков, Александр Ильич
- Радиоэлектроники, председатель — д.т. н., проф. Докучаев, Владимир Анатольевич
- Садоводства и цветоводства, председатель — к.х.н. Калашникова, Ирина Викторовна
- Сельскохозяйственных наук, председатель — д.с-х.н., проф. Хитров, Николай Борисович
- Статистики, председатель — д.э.н., проф. Рябушкин, Борис Тимонович
- Строительная, председатель — д.т. н. Беляев, Владимир Сергеевич
- Транспортная, председатель — д.т. н., проф. Балабин, Валентин Николаевич
- Управления экономикой, председатель — д.э.н., проф. Блинов, Андрей Олегович
- Физики, председатель — д.ф-м.н. Грибков, Владимир Алексеевич
- Философии, председатель — д.ф-м.н., проф. Борзенков, Владимир Григорьевич
- Химии и химической технологии, председатель — д.х.н., проф. Фролкова, Алла Константиновна
- Экологии, председатель — д.т. н., проф. Феоктистова, Оксана Геннадиевна
- Энергетики, председатель — д.т. н. Грачёв, Анатолий Фролович
- Социология, председатель — к.и.н. Мешкова, Елена Григорьевна
- Устный журнал «Наука и Творчество», председатель — академик РАН, д.соц.н. Иванов, Вилен Николаевич

### Другие коллективы
- Симфонический оркестр имени А. П. Бородина. С 1981 года бессменным художественным руководителем и дирижером оркестра является профессор Московской государственной Консерватории Павел Борисович Ландо. В апреле 2009 года оркестр, который дал с начала своей деятельности в апреле 1935 года более 500 концертов, отметил 75-летний юбилей[источник не указан 2946 дней].
- Вокально-оперная студия.
- Клуб любителей бега, председатель — д.пед.н., профессор Ю. В. Сысоев
- Литературное объединение — к.филол.н. Людмила Ивановна Колодяжная
- Студия художественного слова, председатель — профессор С. П. Серова
- клуб «Содружество»